# Marcello Malentacchi
Marcello Malentacchi (Braccagni, 15 april 1947 – Civitella Paganico, 24 mei 2013) was een Italiaans syndicalist.

## Levensloop
Malentacchi groeide op in een socialistisch landarbeidersgezin. 
Op 17-jarige leeftijd migreerde hij naar Zweden, waar hij in 1965 aan de slag ging op de Volvo Torslandafabriken te Torslanda (Göteborg). Aldaar werd hij syndicaal actief. In 1974 ging hij aan de slag bij de LO-vakcentrale Metall te Stockholm. In 1981 verhuisde hij naar Genève, alwaar hij in dienst trad bij de Internationale Metaalbond (IMB). Van deze vakbondsfederatie werd hij in 1989 aangesteld als algemeen secretaris in opvolging van Herman Rebhan, een functie die hij bekleedde tot zijn pensioen in 2009. Hij werd in deze hoedanigheid opgevolgd door Jyrki Raina.
Hij overleed tijdens een fietstocht in de omgeving van zijn geboortestad.